# Leptarciella bimaculata
Leptarciella bimaculata är en insektsart som beskrevs av Synave 1962. Leptarciella bimaculata ingår i släktet Leptarciella och familjen vedstritar. Inga underarter finns listade i Catalogue of Life.